# لحمر
لحمر مدينة وبلدية تابعة إقليميا إلى دائرة لحمر ولاية بشار الجزائرية.
يبلغ تعداد سكانها 2687 نسمة حسب إحصائيات 2008 وبمساحة تقدر بـ 820 كم2 تبعد عن ولاية بشار بــ 33 كم 
تتميز بلدية لحمر بعدة معالم تاريخية وأثارية سياحية منها القصور والواحات الخلابة

## أصل التسمية
سميت بلدية لحمربهذا الاسم نسبة لغلبة اللون الأحمر على كل شيء بالمنطقة مروراً بلون التربة إلى لون بشرة سكانها ولون خيولهم ابلهم وملابسهم
كما كان يطلق عليها قديما اسم عاصمة قصور الشمال

## الجغرافيا

### موقع
حدها شمالاً بلدية موغل وبلدية بوكايس، جنوباً بلدية بشار بلدية القنادسة، شرقاً بلدية بشار ومن الغرب بلدية بوكايس

## قصور البلدية
لحمر موغل بوكايس أنشأت منذ قرون خلت على يد السكان الأمازيغ حيث شيّد قصرها العتيق فوق هضبة جبلية ولقد كان تابعا لها ستة (6) قصور وهي:
1. قصر تيطافت
2. قصر مومنة
3. قصر عمران
4. قصر تاوريرت
5. قصر آسالي
6. قصر فلقاسن

## الإدارة
تأسست إثر التقسم الإداري الجديد سنة 1984

## الإقتصاد
طبيعة المنطقة ونشاطاتها الاقتصادية 
لحمر منطقة ذات طبيعة فلاحية بامتياز حيث تتربع البلدية على عدة محيطات فلاحية منها 
محيط الزبارة، محيط عريض، محيط الرقاصة ومحيط موراس
يعتمد سكان المنطقة على الزراعة، أشجار الزيتون، النخيل وتربية المواشي، الأبقار، النحل والدواجن

## وصلات أخرى

### وصلات داخلية
- دائرة لحمر
- ولاية بشار

### وصلات خارجية
- بلديـة لحمر